# Roberts Baumreisratte
Roberts Baumreisratte oder Mato Grosso-Zweifarb-Reisratte (Oecomys roberti) ist ein hauptsächlich im Amazonasbecken verbreitetes Nagetier in der Gattung der Zweifarb-Reisratten. Das Typusexemplar stammt aus der Umgebung von Chapada dos Guimarães in Brasilien.
Die Art ist nach dem französischen Tiersammler Alphonse Robert benannt, der viele seiner Funde dem Natural History Museum in London übergab.

## Merkmale
Roberts Baumreisratte ist innerhalb ihrer Gattung groß und hat einen Schwanz, der durchschnittlich 123 Prozent der Kopf-Rumpf-Länge entspricht. Typisch ist weiches bis leicht borstiges Fell, das oberseits mit etwa 5 bis 7 mm am Hinterteil kurz ist. Es hat auf der Oberseite eine rehkitzbraune Farbe, die zu den Flanken hin mehr Ocker wird. Unterseits können die Haare an der Wurzel grau und an den Spitzen weiß sein oder sie sind gänzlich weiß. Bei Exemplaren der ersten Variante ist der Übergang zur Unterseite fließend und bei der anderen scharf. Manchmal kommen gelbbraune Töne auf Brust und Bauch vor. Der dunkelbraune Schwanz trägt nahe am Körper wollige dunkelbraune Haare und in der zweiten Hälfte kurze Haare, die unscheinbar sind. An der Spitze sind die Schuppen klein und es ist keine Quaste vorhanden. Dieses Nagetier hat recht kleine braune Ohren. Weitere abweichende Details des Schädels und der Zähne unterscheiden die Art von anderen Gattungsmitgliedern. Der diploide Chromosomensatz wird aus 80 Chromosomen gebildet (2n=80).
Ein Exemplar war ohne Schwanz 110 mm lang, hatte einen 145 mm langen Schwanz, Hinterfüße von 26,5 mm Länge und 16 mm lange Ohren.

## Verbreitung
Dieses reisrattenähnliche Tier ist im zentralen und westlichen Amazonasbecken in Brasilien und in angrenzenden Regionen von Venezuela, Kolumbien, Peru und Bolivien verbreitet. Die Exemplare halten sich im Flach- und Hügelland bis 800 Meter Höhe auf. Sie leben in den Auwaldlandschaften Várzea sowie Igapó und besuchen wieder aufgeforstete Wälder. In der Region sind viele Bäume umgestürzt und mit Kletterpflanzen behangen.

## Lebensweise
Roberts Baumreisratte bewegt sich auf dem Grund und klettert in Bäumen. Untersuchungen der Gebärmutter eines Weibchens legen nahe, dass pro Wurf zwei oder drei Neugeborene vorkommen.

## Gefährdung
Für den Bestand sind keine Bedrohungen bekannt und im Verbreitungsgebiet sind mehrere Schutzzonen vorhanden. Die IUCN listet die Art als nicht gefährdet (least concern).